# Rosa (araldica)
Rosa è un termine utilizzato in araldica per indicare un fiore araldico convenzionale di cinque o più petali, attornianti un bottone, finemente ripiegati nel lembo superiore e framezzati dalle punte di foglioline. La rosa normale ha cinque petali.
La rosa è simbolo di bellezza, onore puro, soavità di costumi, nobiltà e merito riconosciuto. I suoi colori usuali sono rosso, oro e argento. Molto raramente la rosa viene rappresentata al naturale e con il gambo.
Un capo di verde colla lettera N d'oro posta nel cuore ed accostata da tre rose a sei foglie veniva usato negli stemmi delle buone città del regno napoleonico d'Italia.

Rosa di rosso, bottonata d'oro e punteggiata di verde
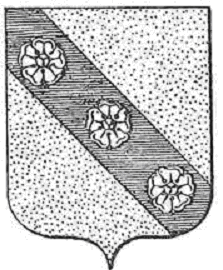
Una banda caricata da tre rose
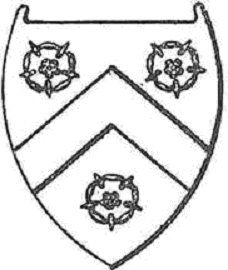
Tre rose: due in capo ed una in punta
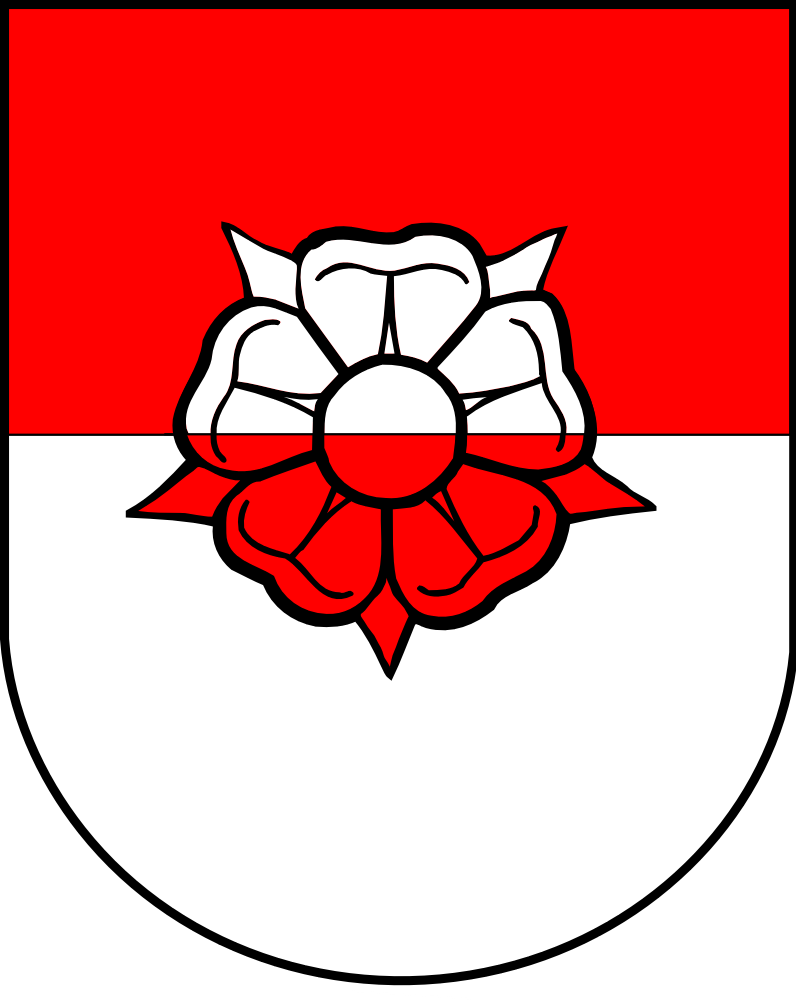
Troncato d'argento e di rosso, alla rosa dall'uno all'altro
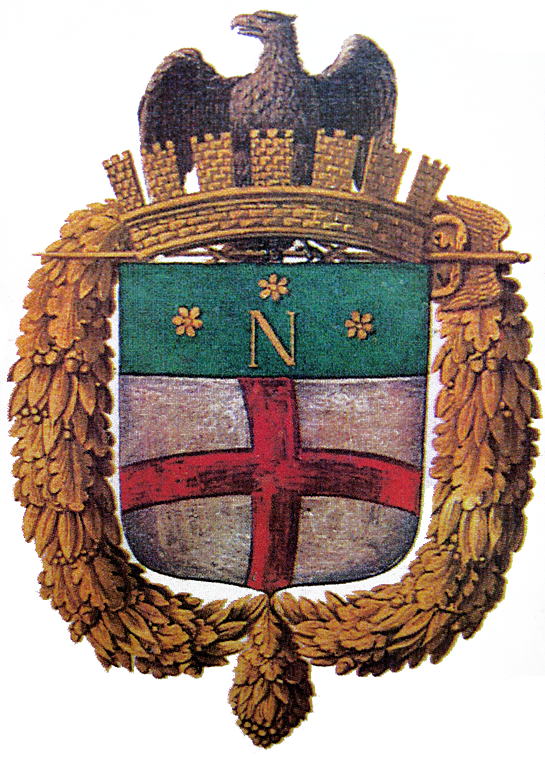
Stemma napoleonico di Milano con il capo delle buone città
Tre rose poste in sbarra
Due rose d'argento bottonate d'oro
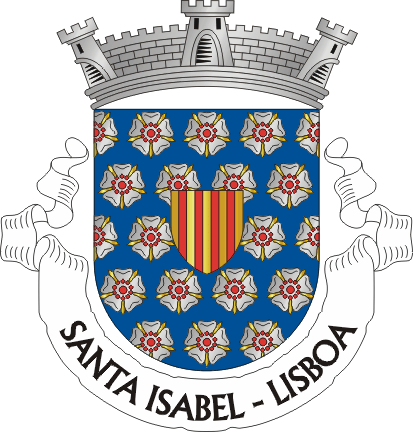
Seminato di rose
Tre rose rosse su sfondo d'oro
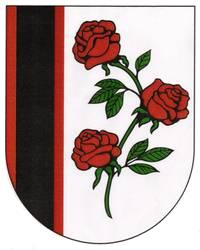
Ramo di rosa al naturale, fiorito di tre pezzi di rosso (Unterkaka, Germania)
Di verde, alla rosa al naturale, fustata e fogliata di nero (Ksawerów, Polonia)
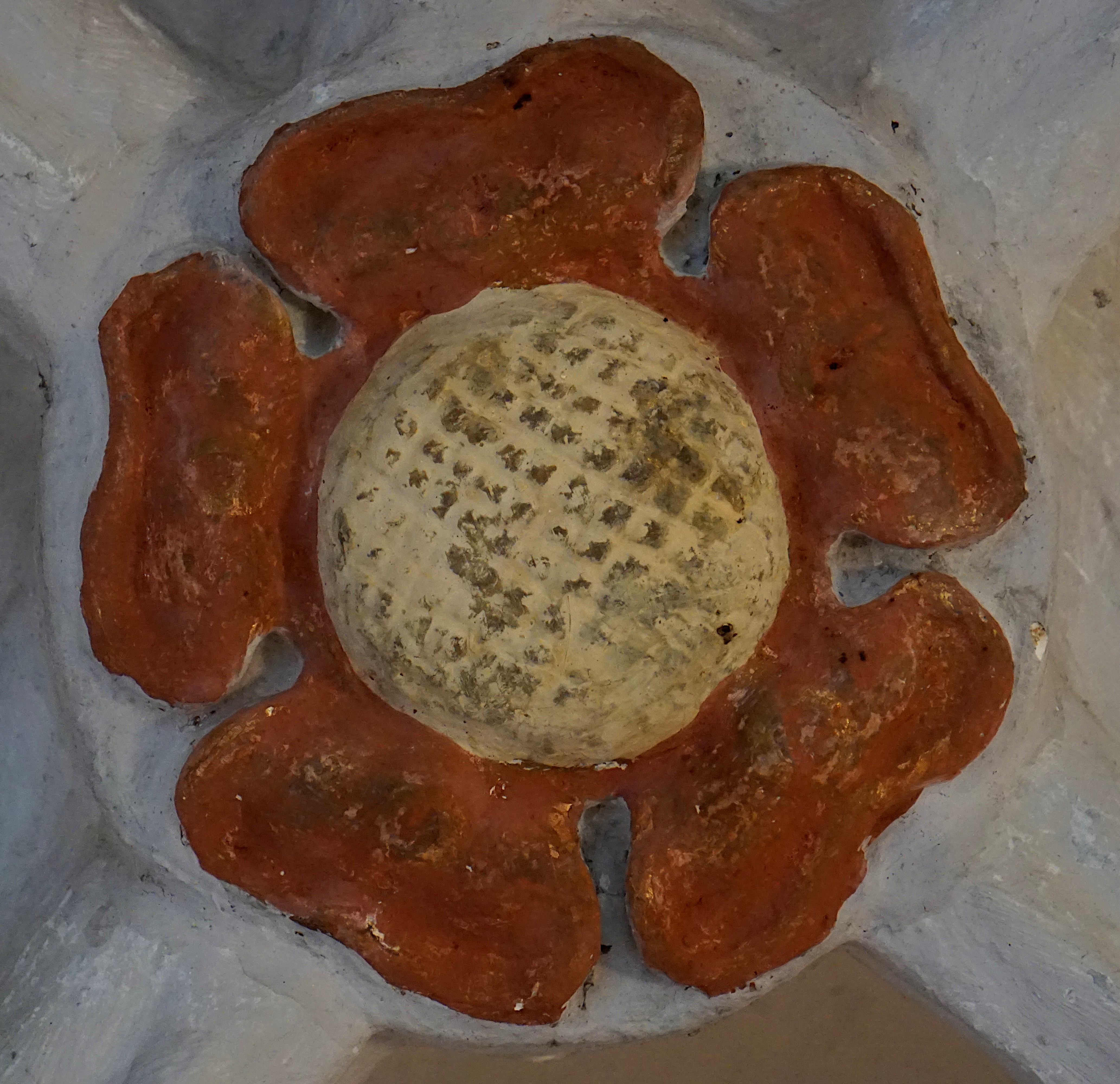
Rosa araldica come chiave di volta sulla copertura di una sacrestia a Landshut
una rosa di rosso

## Attributi araldici
- bottonata: se il bottone centrale, o bocciolo, è di smalto diverso
- gambuta: quando, rappresentata al naturale, mostra il gambo o questo è di smalto diverso
- punteggiata: quando le foglioline che separano i petali sono di smalto diverso

## Lancashire Rose(Rosa di Lancaster)
Il termine Lancashire Rose indica la rosa araldica della famiglia Lancaster, coinvolta nella Guerra delle due rose con la famiglia York. La rosa dei Lancaster è rossa, bottonata argento e punteggiata di verde.

rosa Lancaster

## Lippische Rose(Rosa di Lippe)
Il termine Lippische Rose indica una particolare rosa araldica, rossa, bottonata e punteggiata d'oro, che costituisce emblema araldico del Landesverband Lippe e compare nello stemma dello stato tedesco della Renania Settentrionale-Vestfalia.

stemma della regione Lippe
stemma dello stato Renania Settentrionale-Vestfalia

## Lutherrose
Il termine Lutherrose (Rosa di Lutero) indica una particolare rosa araldica, bianca, punteggiata di verde, con un grande bottone centrale, di rosso, a forma di cuore, caricato da una croce latina di nero. Si tratta del simbolo riconosciuto del luteranesimo.

rosa di Lutero

## Tudor Rose
Il termine Tudor Rose (Rosa Tudor) indica la rosa araldica dei Tudor. La rosa è rossa, col cuore bianco, bottonata d'oro e punteggiata di verde. Si tratta della fusione delle rose Lancaster e York.

rosa Tudor

## Yorkshire Rose(Rosa di York)
Il termine Yorkshire Rose indica la rosa araldica della famiglia York, coinvolta nella Guerra delle due rose con la famiglia Lancaster. La rosa degli York è bianca, bottonata d'oro e punteggiata di verde.

rosa York